# Korfiz Holm

Korfiz Holm

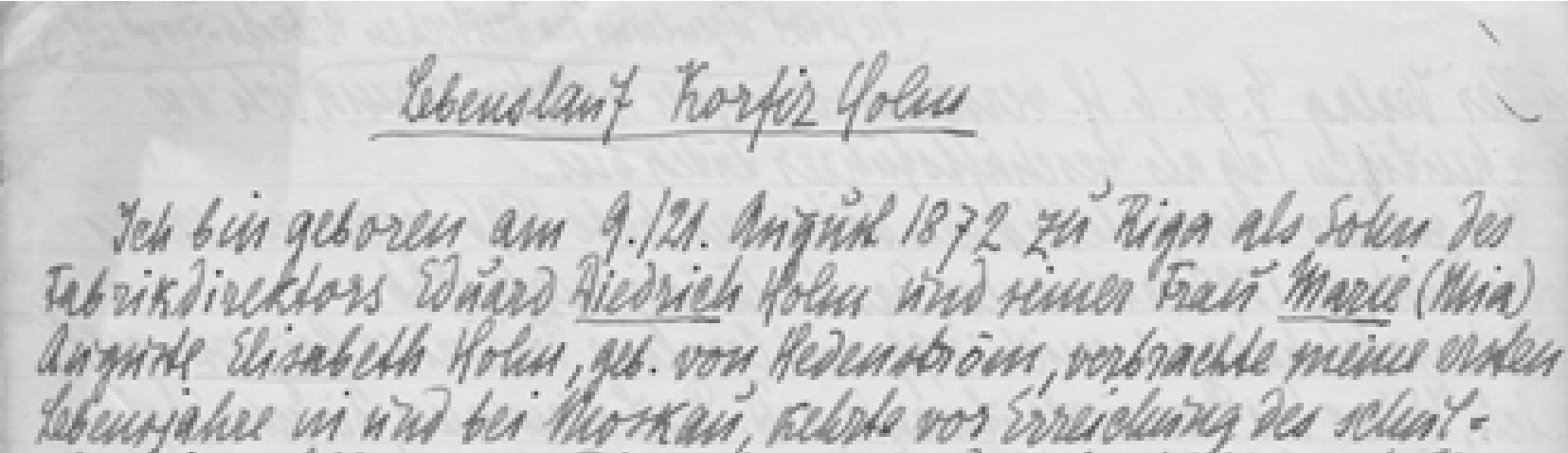
Autograph

Korfiz Holm (auch: Corfitz Holm, * 9. Augustjul. / 21. August 1872greg. als Diedrich Heinrich Corfitz Holm in Riga; † 5. August 1942 in München) war ein deutscher Verleger und Schriftsteller.

## Leben
Korfiz Holm war der Sohn des deutschbaltischen Fabrikanten Diedrich Holm und seiner Ehefrau, der Lehrerin und Schriftstellerin Mia Holm, einer gebürtigen Schwedin. Korfiz Holm wuchs in Moskau und Riga auf. 1892 kam er mit seiner Mutter nach Lübeck, wo er die Oberstufe des Katharineums besuchte, die Bekanntschaft Thomas Manns machte und mit ihm für die Schülerzeitung Der Frühlingssturm schrieb. Nachdem Holm Ostern 1894 die Reifeprüfung abgelegt hatte, ging er nach München, wo er als "Einjährig-Freiwilliger" im "Königlich Bayerischen Infanterie-Leib-Regiment" diente. Anschließend studierte er Jura an den Universitäten in Berlin und München. Nachdem erste Gedichte von ihm in der Zeitschrift "Simplicissimus" erschienen waren, wurde Holm 1896 Mitarbeiter des Verlages Albert Langen. Ab 1898 war er Prokurist des Verlages, ab 1909 führte er das Unternehmen als Treuhänder, und ab 1919 war Holm einer von drei Gesellschaftern des Unternehmens. Nach der Fusion des Langen-Verlags zum Langen-Müller-Verlag im Jahre 1932 wirkte Holm bis zu seinem Tod als Geschäftsführer.
Korfiz Holm war Verfasser von Romanen, Erzählungen, Gedichten und Dramen; sein Werk ist der Unterhaltungsliteratur zuzurechnen. Daneben veröffentlichte er mehrere Bände mit Erinnerungen an seine Jugend und seine frühen Münchner Jahre. Korfiz Holm übersetzte außerdem aus dem Russischen, Französischen und Dänischen; vor allem seine Übersetzung der Werke Gogols fand große Anerkennung.

## Werke
- Schloß Übermut, Paris [u. a.] 1898
- Arbeit, München 1900
- Die Könige, München 1901
- Mesalliancen, München 1901
- Die Sünden der Väter und andere ironische Geschichten, München 1905
- Thomas Kerkhoven, München 1906
- Die Tochter, München
  - 1 (1910)
  - 2 (1910)
- Hundstage, München 1911
- Marys großes Herz, München 1913
- Herz ist Trumpf, München 1918
- Das Mädchen aus der Fremde, München 1926
- Ich – kleingeschrieben, München 1932
- Mehr Glück als Verstand, Berlin 1936
- Farbiger Abglanz, München 1940
- Vom Lauser zum Leiber, München 1942
- Ludwig Thoma und Olaf Gulbransson – wie ich sie erlebte, München 1953
- Das Kopierbuch Korfiz Holms, Berne [u. a.] 1989

## Übersetzungen
- Anton P. Čechov: Ja, die Frauenzimmer! und andere Novellen, München 1901
- Anton P. Čechov: Schatten des Todes!, München 1902
- Anton P. Čechov: Ein Zweikampf, Paris [u. a.] 1897
- Fedor M. Dostoevskij: Ein Werdender, München
  - 1 (1905)
  - 2 (1905)
- Robert de Flers: Logik des Herzens, München 1902
- Nikolaj V. Gogol': Ausgewählte Werke, München
  - 1 (1924)
  - 2 (1924)
- Nikolaj V. Gogol': Der Revisor, Berlin 1933 (übersetzt zusammen mit Alfons Schultz)
- Nikolaj V. Gogol': Die schönsten Kosakengeschichten, München 1918
- Maksim Gor'kij: Ein Verbrechen und andere Geschichten, München 1902
- Maksim Gor'kij: Spleen, München 1906
- Maksim Gor'kij: Ein Vagabund, München 1905
- Maksim Gor'kij: Zigeuner und andere Geschichten, München 1903
- Gunnar Gunnarsson: Die Eidbrüder, Leipzig 1933
- Gunnar Gunnarsson: Strand des Lebens, München 1936
- Lev N. Tolstoj: Das Ende eines Zeitalters, München 1906
- Lev N. Tolstoj: Über die Ehe, München 1905
- Lev N. Tolstoj: Vierzig Jahre, München 1904